# .sa
.sa je internetová národní doména nejvyššího řádu pro Saúdskou Arábii.